# Mantren (Kebonagung)
Mantren is een bestuurslaag in het regentschap Pacitan van de provincie Oost-Java, Indonesië. Mantren telt 1791 inwoners (volkstelling 2010).